# 애덤스섬 (뉴질랜드)

애덤스섬(Adams Island)은 뉴질랜드 오클랜드 제도 군도에서 두 번째로 큰 섬이다.

## 지리
오클랜드섬의 남쪽 끝은 폭이 26km(16마일)까지 넓어지며 칸리(Carnley) 항구 또는 애덤스 해협으로 알려진 좁은 수로가 대략 삼각형 모양의 애덤스섬(면적 약 100km2 또는 39평방마일)과 분리된다. 산이 훨씬 더 많아 마운트 딕(Mount Dick)의 높이는 705m(2,313ft)에 달한다. 수로는 애덤스섬과 오클랜드섬의 남쪽 부분이 분화구 가장자리를 형성하는 사화산 분화구의 잔존물이다.
볼턴 베이(Bolton's Bay)와 플라이 하버(Fly Harbour)라는 두 개의 큰 움푹 들어간 곳은 섬의 남동쪽 해안에서 가장 눈에 띄는 특징이다.

## 중요조류지역
이 섬은 버드라이프 인터내셔널에 의해 식별된 오클랜드섬 그룹 중요조류지역(IBA)의 일부이다.
애덤스섬에는 외래종 포유류가 유입된 적이 없다는 점에서 주목할 만하다. 따라서 인류 이전 시대를 대표할 수 있는 이곳의 동물군은 여전히 돼지, 고양이, 쥐가 서식하고 있는 오클랜드 본섬을 비롯한 군도의 다른 많은 섬들의 동물군과 크게 다르다.

## 같이 보기
- 오클랜드 제도
- 뉴질랜드 남극 연안의 섬